# Spathius cydippe
Spathius cydippe är en stekelart som beskrevs av Nixon 1943. Spathius cydippe ingår i släktet Spathius och familjen bracksteklar. Inga underarter finns listade i Catalogue of Life.